# Francis Fukuyama
Francis Fukuyama (født 27. oktober 1952 i Chicago) er en amerikansk forfatter og professor ved Johns Hopkins University.
Fukuyama er bedst kendt for sit kontroversielle værk The End of History and the Last Man, hvor han hævder, at historien som en kamp mellem ideologier er slut efter afslutningen af Den kolde krig med kommunismen og Sovjetunionens fald.
Idealismen, som den er kendt i dag, er i høj grad eksponeret af Francis Fukuyama. I denne argumenterer han for, at historien som en ideologiernes kamp har nået sin endestation, med den kolde krigs afslutning og herved den endelige sejr til det liberale demokrati. Altså mente Fukuyama, at USA står som sejrherrer i verden, og at det politiske billede er stabilt.
Gennem sin bog inspirerede Francis Fukuyama en række af amerikanske neokonservative.

## Argumenter for Fukuyamas teori
- I år 1900 fandtes der ikke en eneste frit demokrati i verden. I dag er 120 (62 %) af verdens 192 lande demokratiske. Den demokratiske fredsteori siger, at der er statistisk bevis på, at demokrati mindsker systematisk vold som interne og eksterne krige samt konflikter. Dette underbygger Fukuyamas teori om, at det er slut med de store internationale krige.
- Ved afslutningen af den kolde krig var der et stort fald i krige mellem lande, etniske krige, revolutionskrige samt antallet af flygtninge.

## Kritik af Fukuyamas teori
Jacques Derrida kritiserer Fukuyama i Specters of Marx (1993). Ifølge Derrida er Fukuyama – og fejringen af hans bog – et symptom på den lyst og hast man havde til et erklære Marxismen for død.
Samuel P. Huntington udarbejdede en modsatrettet teori; Clash of civilisations, hvori han argumenterer for, at fremtidens konflikter vil være mellem civilisationer med forskellige kulturer. Den domminerende civilisation bestemmer hvilken form for menneskeregering, der skal bestemme.

## Dansk synsvinkel
Ud fra en dansk synsvinkel, så må man undre sig over Fukuyamas uforbeholdne begejstring over det Amerikanske to-parti-system, når vi i et meget mindre land har otte partier i Folketinget. Dels mangler han efter dansk akademisk tradition definitioner på sit begrebs-apparat.

## Udvalgte værker

### Bøger
- The End of History and the Last Man. Free Press, 1992. ISBN 0-02-910975-2
- Trust: The Social Virtues and the Creation of Prosperity. Free Press, 1995. ISBN 0-02-910976-0
- The Great Disruption: Human Nature and the Reconstitution of Social Order. Free Press, 1999. ISBN 0-684-84530-X
- Our Posthuman Future: Consequences of the Biotechnology Revolution. Farrar, Straus and Giroux, 2002. ISBN 0-374-23643-7
- State-Building: Governance and World Order in the 21st Century. Cornell University Press, 2004. ISBN 0-8014-4292-3
- America at the Crossroads: Democracy, Power, and the Neoconservative Legacy (Yale University Press, 2006). ISBN 0-300-11399-4
- After the Neo Cons: Where the Right went Wrong. Profile Books, 2006. ISBN 1-86197-922-3 (N.B. Published in the US as America at the Crossroads see above)
- Falling Behind: Explaining the Development Gap between Latin America and the United States, ed. (Oxford University Press, 2008). ISBN 978-0-19-536882-6

### Essays
- Human Nature and the Reconstruction of Social Order Arkiveret 15. juli 2018 hos  Wayback Machine
- Women and the Evolution of World Politics, Foreign Affairs October 1998
- Immigrants and Family Values, The Immigration Reader 1998. ISBN 1-55786-916-2
- Social capital and civil society Arkiveret 31. august 2009 hos  Wayback Machine, paper prepared for delivery at the IMF Conference on Second Generation Reforms, 1 October 1999
- The neoconservative moment Arkiveret 11. december 2007 hos  Wayback Machine, The National Interest, Summer 2004
- After neoconservatism Arkiveret 13. december 2008 hos  Wayback Machine, The New York Times Magazine, 19 February 2006
- Supporter's voice now turns on Bush Arkiveret 7. april 2008 hos  Wayback Machine, The New York Times Magazine, 14 March 2006
- Why shouldn't I change my mind? Arkiveret 23. oktober 2010 hos  Wayback Machine, Los Angeles Times, 9 April 2006
- The Fall of America, Inc. Arkiveret 14. august 2009 hos  Wayback Machine Newsweek, 13 October 2008
- Pursuing Security in a Dynamic Northeast Asia Arkiveret 9. juni 2011 hos  Wayback Machine Asia Policy January 2007